# Breedstraat 32
Breedstraat 32 is een woonhuis in de Noord-Hollandse plaats Enkhuizen. De voorgevel werd in 1623 voor een ouder pand gebouwd. Het pand is sinds 1919 eigendom van Vereniging Hendrick de Keyser.

## Geschiedenis
Het pand werd tussen 1525 en 1550 gebouwd nabij de plek waar de Westerstraat en de Breedstraat bij elkaar komen. Het staat aan de westelijke zijde van de straat. Deze plek was eeuwenlang een van de belangrijkste plekken van Enkhuizen. In 1623 werd de nieuwe voorgevel gebouwd en werd het oude woonhuis behouden. Vlak voor het uitbreken van de Tweede Wereldoorlog liet Vereniging Hendrick de Keyser, dat sinds 1919 eigenaar is, een restauratieplan opstellen door de Amsterdamse architect G.C. Six. Een deel van het pand zou gesloopt moeten worden en naar moderne standaard herbouwd worden. Tijdens de oorlog werd er, in 1941, door Jan Gratama een nieuw plan opgesteld. In 1945 werd het pand zelfs als onbewoonbaar aangemerkt. Twee jaar later werd het pand, ondanks de toen lastige periode op de bouwmarkt vanwege de wederopbouw, naar plan van Six gerestaureerd. Bij deze restauratie werd de voorgevel volledig opnieuw opgetrokken, omdat het te zwaar verwaarloosd was geraakt. In 1928 kwam het pand op nummer 102 ook in eigendom van de vereniging. Een kleine dertig jaar later verkreeg de vereniging ook het pand op Breedstraat 121. Dit pand draagt de naam In de Eendraght. Het pand is enige tijd als kantoor in gebruik geweest bij het Zuiderzeemuseum.

## Exterieur
De voorgevel bestaat uit baksteen en blokken natuursteen. Een aantal van de blokken steken uit het metselwerk. In het fries zijn drie gevelstenen geplaatst. Op de twee stenen aan de uiteinden van de gevel staan schepen in aanbouw, op deze stenen staat ook het jaar van de bouw van de gevel. In de middelste gevelsteen is het schip al af. Vermoedelijk werden deze stenen gebruikt om aan te geven dat de bewoner van het pand een scheepsbouwer of reder was. De trappen van de trapgevel zijn voorzien van klauwstukken.
De pui is van hout en heeft in het midden een halfronde deur. Deze pui is een reconstructie.

## Interieur
Het pand heeft een houtskelet in de stijl van de late gotiek. Het bestaat uit vier jukken van 4,5 meter breed en 5,5 meter diep. De sleutelstukken zijn gedecoreerd met peerkraalmotieven en rozetten. De haard van de woning bevindt zich op een vreemde plek, namelijk het tweede vak, dit wijst er op dat het pand een andere indeling heeft gehad. Dit betekent dus ook dat de woning op moment van bouwen van de nieuwe gevel, een eenkamerwoning was. Ook aan de achterzijde is het huis ingekort, want de telmerken beginnen daar bij 2 en eindigen bij 5 voorin de woning. Het laatste juk (nr. 5) staat ook direct achter de voorgevel.
De achterkamer is in 1947 eigenlijk nieuw gebouwd, maar op de oude maten. Deze kamer was van origine net zo breed als de voorkamer en mat 6 meter diep. Deze kamer had ook een bedstede en een eigen haard. Tegen de achterzijde, in een aanbouw, bevond zich de keuken. De scheidingswand was van hout en van origine mogelijk 18e-eeuws.
De kap is mogelijk hergebruikt in 1623. Het bestaat uit kromstijlgebinten met halfhouts aangekeepte korbelen.